# Marko Luhamaa
Marko Luhamaa est un karatéka estonien né le 17 avril 1975 à Tartu. Il est surtout connu pour avoir remporté le titre de champion du monde aux championnats du monde de karaté 2006 en kumite individuel masculin plus de 80 kilos.

## Résultats
| Résultat      | Date            | Épreuve                   | Catégorie | Compétition                | Ville hôte               |
| ------------- | --------------- | ------------------------- | --------- | -------------------------- | ------------------------ |
| médaille d'or | 15 octobre 2006 | Kumite individuel + 80 kg | Seniors   | Championnats du monde 2006 | Tampere, en Finlande     |
| 5e place      | Octobre 2006    | Kumite individuel open    | Seniors   | Championnats du monde 2006 | Tampere, en Finlande     |
| 7e place      | 4 mai 2007      | Kumite individuel + 80 kg | Seniors   | Championnats d'Europe 2007 | Bratislava, en Slovaquie |